# Pfarrkirche Franzen

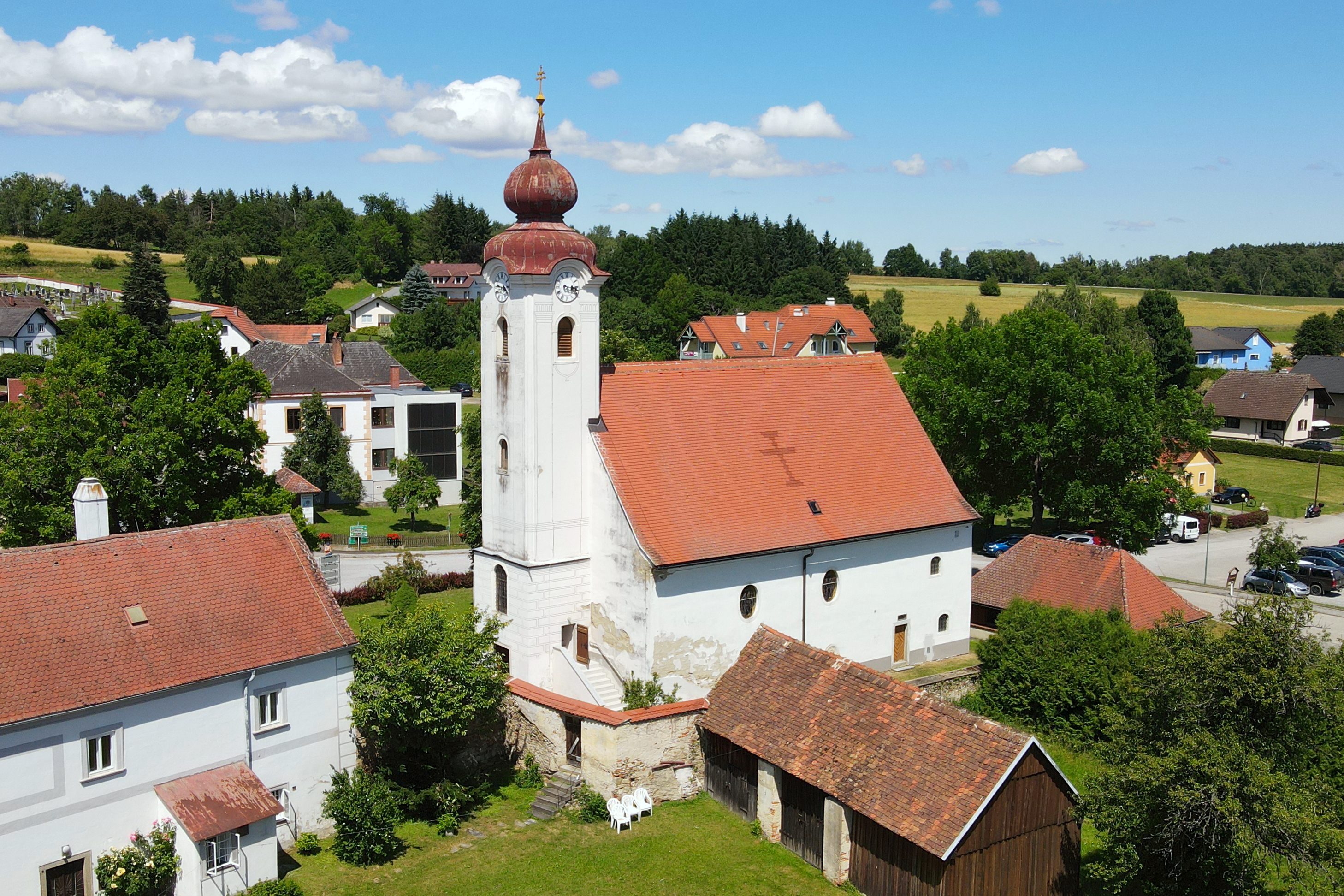
Blick auf die südwestliche Seite der Pfarrkirche Franzen

Die Pfarrkirche hl. Martin ist eine römisch-katholische Kirche im Osten des Ortes Franzen in Niederösterreich. Die barocke Saalkirche mit Westturm ist von einer Friedhofsmauer umgeben und wurde wahrscheinlich auf der Basis eines älteren Vorgängerbaus errichtet. Sie steht unter Denkmalschutz (Listeneintrag).

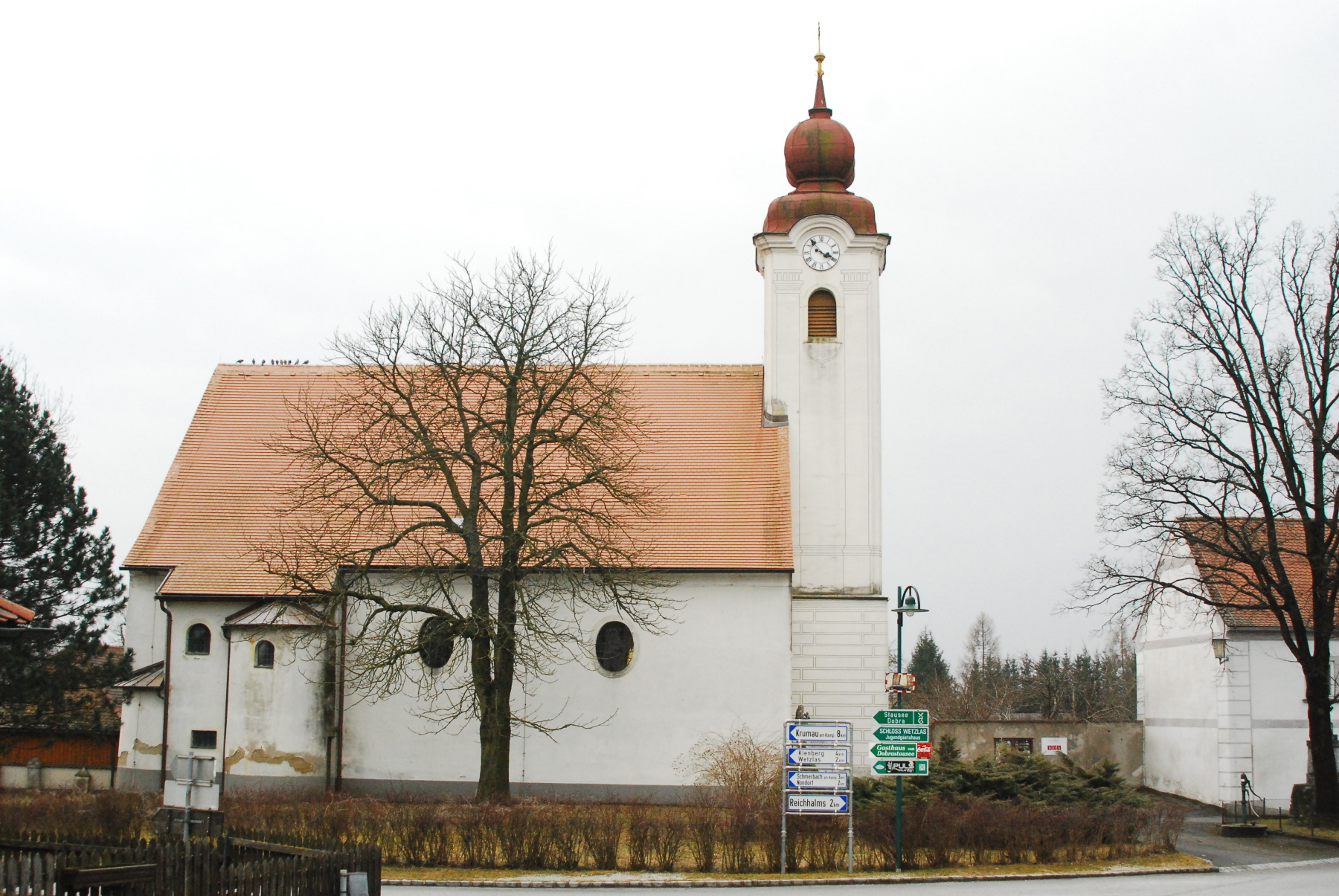
Blick auf die Nordseite

## Geschichte

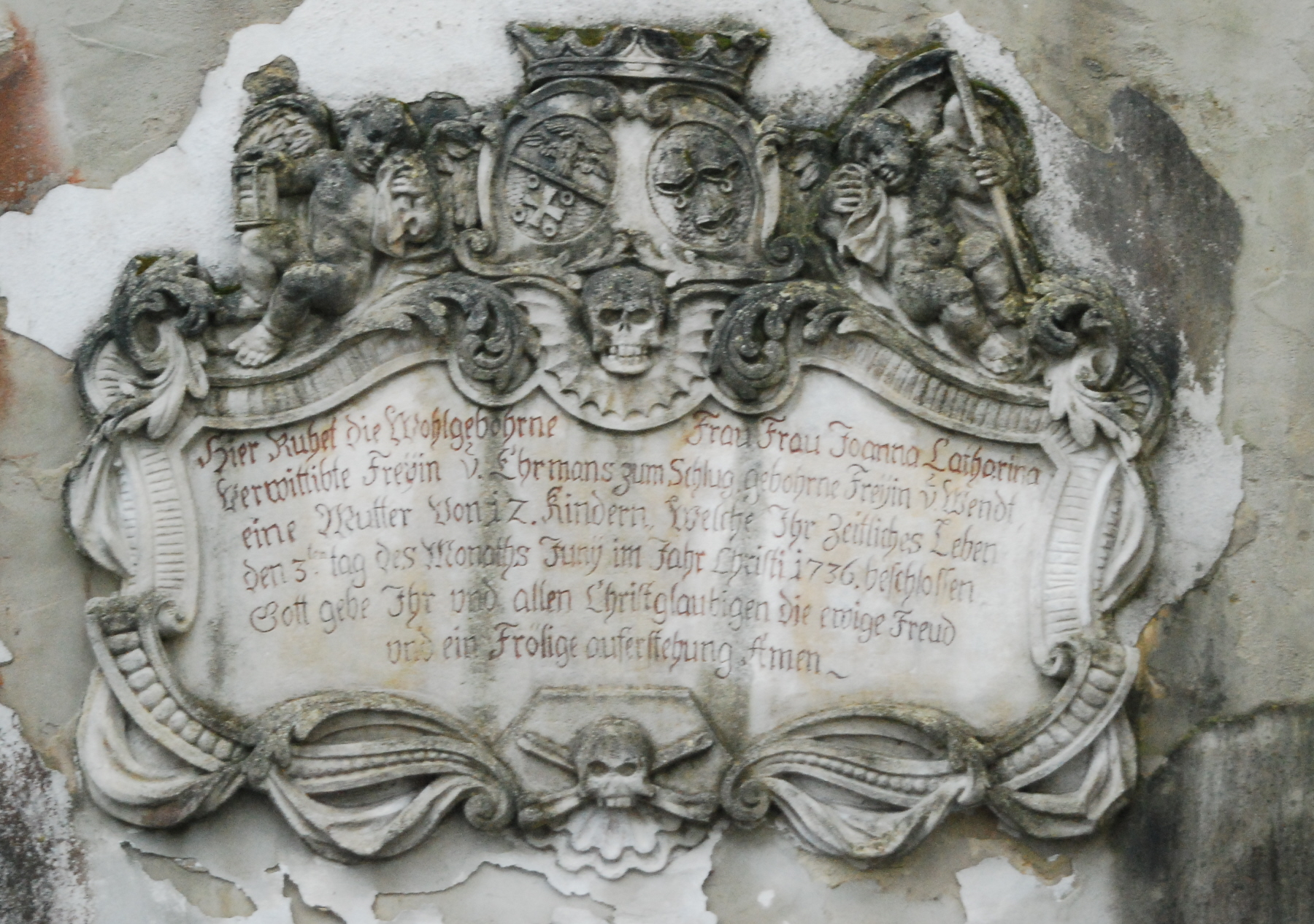
Barocke Grabplatte an der Nordwand

Franzen schied um 1200 aus der Mutterpfarre Altpölla aus und wurde Mitte des 14. Jahrhunderts zu einer eigenen Pfarre erhoben. Von etwa 1560 bis Anfang des 17. Jahrhunderts war Franzen protestantisch. 1713 wurde die Pfarre auf Ansuchen von Baron Johann Richard Scheffers neu gegründet. 1715–1724 wurde die Kirche gebaut. 1781–1775 erfolgte eine Erhöhung der Seitenmauern und die Errichtung seitlicher Sakristeianbauten mit darüberliegenden Oratorien. Die Kirche wurde 1901 renoviert und 1959 sowie 1981 restauriert.

## Außenbau
Die schlichte Kirche mit Satteldach verfügt über einen vorgebauten, viergeschoßigen, quadratischen Westturm mit abgerundeten Ecken in den beiden Obergeschoßen, Rundbogenfenstern, gemalter Quader- und Pilastergliederung und einem Zwiebelhelm von 1808. Die Fenster des Langhauses sind hochoval.
In die Kirchenwand sind mehrere Grabsteine und Grabplatten integriert: zwei barocke Grabplatten in Kartuschenrahmung, eine von Magdalena Scheffer Freiin von Dobra († 1711) an der vermauerten Tür zur Vorhalle und eine von der Freiin von Ehrmanns († 1746) an der Nordwand; ein klassizistischer Grabstein von Johann Krzir († 1833) an der Südwand.
An der Nordwand, neben der Grabplatte der Freiin von Ehrmanns, steht eine mit 1731 bezeichnete Statue des Heiligen Johannes Nepomuk.

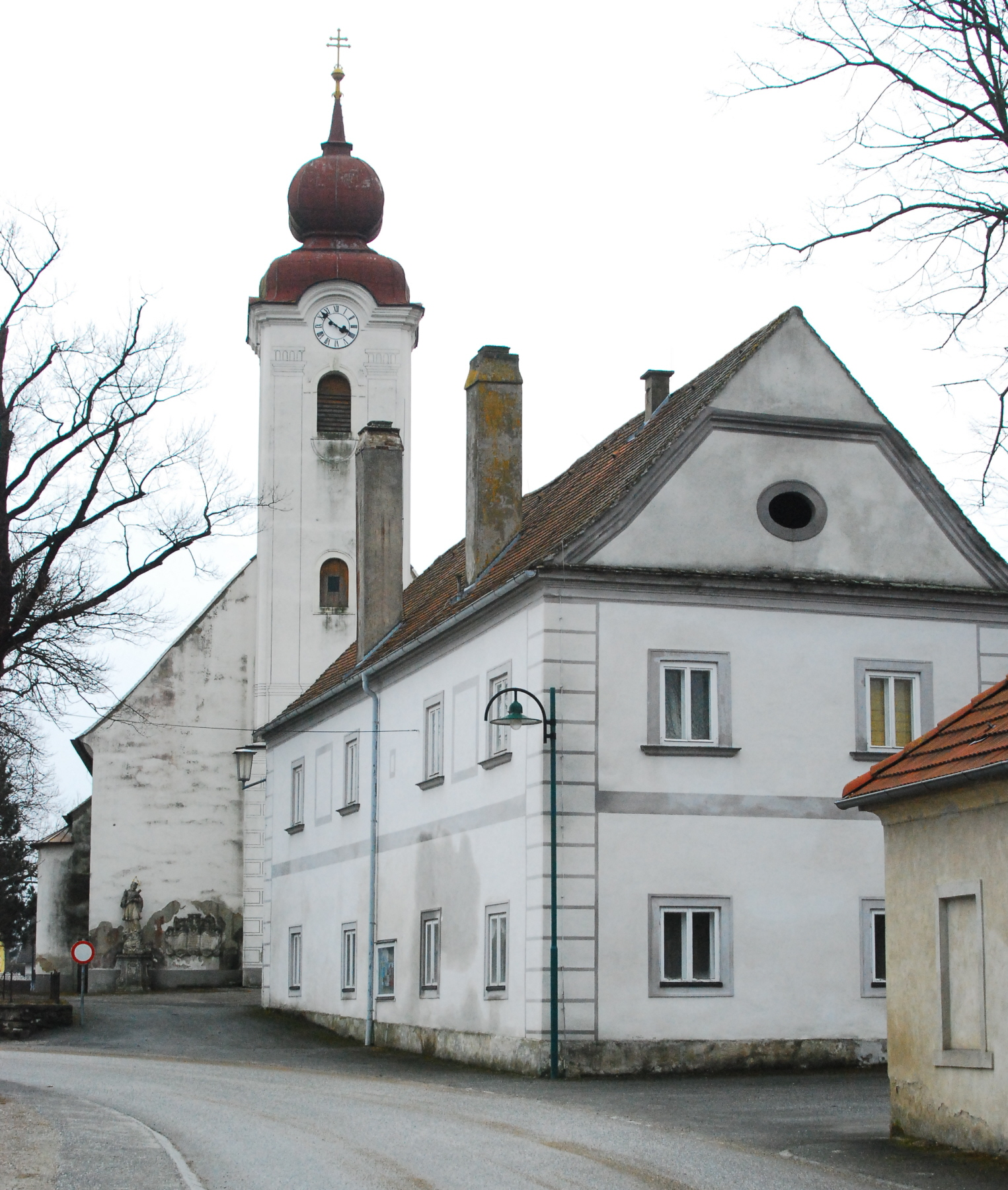
Blick auf die Westseite, mit dem Pfarrhof im Vordergrund

## Inneres
Das ungegliederte, annähernd quadratische Langhaus mit abgerundeten Ecken im Osten ist flach gedeckt. Die eingezogene Orgelempore wurde Anfang des 20. Jahrhunderts erbaut. Die Orgel ist mit 1933 bezeichnet. Der leicht erhöhte, querrechteckige Chor hat eine breite Rundbogenöffnung zum Langhaus. Nördlich und südlich des Chors liegt je ein tonnengewölbter Sakristeianbau mit platzlgewölbten Oratorien darüber.
In der Kirche befinden sich auch Glasmalereien: von 1903 die Heiligen Elisabeth und Leopold; von 1906 die Heiligen Petrus, Cäcilia, Paulus und Juliana.

## Einrichtung
Der barocke Hochaltar mit gestaffeltem Säulen- und Pilasteraufbau, Segmentgiebel mit Putten und Laubgewinden sowie einem Altarblatt Taufe Christi von Matthias Pichler wurde um 1719 angefertigt und hat zwischen Voluten eine Aufsatzkartusche mit einem Bild des Heiligen Martin. Am 1721 aufgestellten Tabernakel befindet sich ein Relief des Abendmahls.
Zwei einander entsprechende barocke Seitenaltäre wurden 1744 hergestellt. Das rechte Altarblatt stellt Johannes Nepomuk dar und hat ein Aufsatzbild des Heiligen Antonius sowie Statuen der Heiligen Katharina und Apollonia. Das linke Altarblatt, Anna Maria lesen lehrend von 1803, hat ein Aufsatzbild der Maria mit Kind und barocke Seitenfiguren der Heiligen Joachim und Anna.
Die barocke Kanzel mit Figuren der Heiligen Johannes und Matthäus stammt aus dem Jahr 1746. Am Schalldeckel ist eine Allegorie des Glaubens abgebildet.
Zur weiteren Einrichtung zählen die barocke Kopie eines Gnadenbildes aus der zweiten Hälfte des 18. Jahrhunderts, Kreuzwegbilder von Joseph Kastner aus dem Jahr 1896, ein barockes Taufbecken vom Anfang des 18. Jahrhunderts, an beiden Chorwänden zwei einander entsprechende Grabplatten in Kartuschenrahmung (links: Johann Richard Scheffer von Dobra († 1722); rechts: Philipp Ignaz Ehrmanns Freiherr zum Schlug († 1729)) sowie Glocken von 1922.